# سنوفسك
سنوفسك((بالأوكرانية: Сновськ)‏, نطق أوكراني: ‎[snɔwsʲk]‏) هي مدينة في تشرنيهيف أوبلاست مقاطعة في أوكرانيا. وهي بمثابة المركز الإداري لسنوفسك رايون. عدد السكان: (2024 بتوقيت شرق الولايات المتحدة) 10546 نسمة وكان عدد السكان 12315 نسمة في عام 2001.
سميت هذه المدينة على اسم نهر سنوف ‏ الذي تقع عليه. كانت المدينة تسمى شكورس  بين عامي 1935 و2016. تكريماً لنيكولاي شورز. في 21 مايو 2016، اعتمد المجلس الأعلى الأوكراني قرار إعادة تسمية شكورس إلى سنوفسك وشكورس رايون ل سنوفسك رايون وفقاً للقانون الذي يحظر أسماء الأصل الشيوعي.

## الجغرافيا
تقع مدينة سنوفسك على بعد 57 كيلومتر إلى 69 كيلومتر من الطريق الرئيسية، في الشمال الشرقي لمدينة تشرنيغوف.

## تاريخها
تم تأسيس سنوفسك في سنوات الستينات من القرن التاسع عشر تحت اسم كورشيفيكا، ثم تغير اسمها سنة 1924 إلى الاسم الحالي، كما حصلت على لقب مدينة. وفي سنة 1935، وفي سنة 2016 انضمت المدينة رسميا لدولة أوكرانيا وقد حافظت على نفس اسمها الذي هو سنوفسك.

## عدد السكان
عدد سكان مدينة سنوفسك من سنة 1923 إلى سنة 2014:
| السنة | عدد السكان |
| ----- | ---------- |
| 1923  | 7613       |
| 1926  | 6850       |
| 1939  | 10000      |
| 1959  | 9109       |
| 1970  | 11044      |
| 1979  | 12116      |
| 1989  | 13529      |
| 2001  | 12315      |
| 2011  | 11393      |
| 2012  | 11506      |
| 2013  | 11471      |
| 2014  | 11455      |

## شخصيات
- جوليس أوليتسكي (1922 - 2007) هو رسام أمريكي، وٌلد في سنوفسك.

## وصلات خارجية
- The murder of the Jews of Shchors during World War II, at Yad Vashem website.